# 京町 (神戸市)
京町（きょうまち）は、兵庫県神戸市中央区の町名。郵便番号650-0034。

## 地理
旧居留地の東から4番目の筋にあたる。事務所ビルの建ち並ぶ商業地域。
東は江戸町、南は海岸通、西は浪花町、北は三宮町。丁目には分かれず、他の旧居留地の町々と地番を共有する。

## 歴史
元は神戸外国人居留地内の東西5本南北8本あった道路のうち東から4番目の幅20.1m、長さ466.2mの道路に明治5年（1872年）付けられた名前。由来は京都からで、他の道と同じく著名な地名から付けられた。これが正式な町名となったのは明治32年（1899年）に居留地が返還された時である。
昭和6年（1931年）より神戸区、昭和20年（1945年）より生田区、昭和55年（1980年）より中央区に所属。
- 明治元年（1868年）、外人商業会議所創立、フランス領事館設置。
- 明治34年（1901年）から明治38年（1905年）までイタリア領事館置かれ、明治39年（1906年）よりポルトガル領事に委託。
- 明治38年（1905年）、フランス領事館が中山手通六丁目に移転。
- 明治39年（1906年）～大正3年（1914年）、ノルウェー領事館が置かれた。
- 大正3年（1914年）～大正8年（1919年）、オランダ領事館が置かれた。
- 大正8年（1919年）～昭和6年（1931年）、アメリカ領事館が置かれた。
- 昭和3年（1928年）、ボリビア領事館開設。
- 昭和7年（1932年）、イギリス領事館が地内に移転。
- 昭和9年（1934年）、前町・仲町（中央部の東西の通り）・北町（北から2番目の通り）の各一部を編入。
- 戦後、ギリシャ・スウェーデン領事館が開設され後に移転。
- 昭和57年（1982年）、旧東京銀行神戸支店ビルに神戸市立考古館・南蛮美術館を吸収して神戸市立博物館として開館。

## 人口統計
- 平成17年国勢調査（2005年10月1日現在）での定住者なし[1]。
- 昭和63年（1988年）の世帯数92・人口164（江戸町を含む）[2]。
- 昭和35年（1960年）の世帯数12・人口36[2]。
- 大正9年（1920年）の世帯数27・人口96[2]。
- 明治34年（1901年）の戸数21・人口63[2]。

## 経済

### 産業
店舗・企業
- 八馬汽船[3]
  - 本社事務所（総務部・経理部、船員管理部、船舶運航管理部・業務部）[3]
- キムラタン[4]
  - 本社[4]

## 施設
- 神戸市立博物館